# European Football League (1989)
European Football League 1989 – 3. edycja European Football League, najbardziej prestiżowego turnieju europejskiego, w klubowym futbolu amerykańskim.
W tej edycji udział wzięło 9 drużyn. Mecze półfinałowe i finał rozegrane zostały we Włoszech. W finale rozegranym na Stadio Giovanni Mari, włoska drużyna Legnano Frogs pokonała przedstawiciela Holandii, drużynę Amsterdam Crusaders 27-23.

## Wyniki
| Data      | Faza              | Zwycięzca             | Przegrany              | Wynik |
| --------- | ----------------- | --------------------- | ---------------------- | ----- |
| 25.3.1989 | 1. runda          | Joinville Anges Bleus | Graz Giants            | 34-8  |
| ?.3.1989  | 1. runda          | Birmingham Bulls      | Dublin Celts           | 29-3  |
| 12.5.1989 | ćwierćfinał       | Red Barons Cologne    | Joinville Anges Bleus  | 37-0  |
| ?.6.1989  | ćwierćfinał       | Amsterdam Crusaders   | Birmingham Bulls       | 46-15 |
| ?.6.1989  | ćwierćfinał       | Helsinki Roosters     | Kristiandstad C4 Lions | 33-21 |
| 18.7.1989 | półfinał          | Legnano Frogs         | Red Barons Cologne     | 49-15 |
| 19.7.1989 | półfinał          | Amsterdam Crusaders   | Helsinki Roosters      | 34-0  |
| ?.7.1989  | mecz o 3. miejsce | Helsinki Roosters     | Red Barons Cologne     | 7-0   |
| 22.7.1989 | Eurobowl III      | Legnano Frogs         | Amsterdam Crusaders    | 27-23 |